# Roland Resch
Roland Resch (Vienna, 8 dicembre 1984) è un pilota motociclistico austriaco, ritiratosi dall'attività agonistica.

## Carriera
Nel 2002 vince la Red Bull Cup Supermoto vincendo tutte le nove gare in calendario. Dal 2004 al 2006 partecipa al Campionato Supermoto Austriaco ottenendo buoni risultati che gli permettono di partecipare alla Suzuki GSX-R European Cup nel 2007, anno in cui chiuderà la stagione al quarto posto. Sempre nel 2007 corre due gare del campionato Alpe Adria, una nella categoria Stock 600 e la seconda in Supersport, totalizzando in entrambi i casi piazzamenti a punti.
Nel 2008 vince il titolo sia della Suzuki GSX-R European Cup e sia della Superstock 1000 Austriaca. Anche in questa stagione differenzia le sue partecipazioni correndo anche nell'IDM Superbike (campionato tedesco Superbike) ed ancora una prova del campionato Alpe Adria categoria Superstock 1000 centrando il terzo posto in gara. Dopo la vittoria dei due titoli gareggia nel campionato mondiale Superbike del 2009 in sella alla Suzuki GSX-R 1000 del team TKR Suzuki Switzerland senza ottenere alcun punto in classifica.
L'anno dopo passa al team Reitwagen BMW con una BMW S1000 RR, ma si frattura la clavicola destra alla prima prova di campionato a Phillip Island saltando la seconda a Portimao, dove viene sostituito da Makoto Tamada. Rientrato alla terza prova a Valencia, termina la stagione correndo solo due gare a causa del ritiro del team per problemi finanziari. Anche in questa occasione non ottiene alcun punto iridato. Vista l'impossibilità di continuare nel campionato mondiale, si sposta nell'IDM Superbike sempre con la BMW S1000 RR come pilota sostitutivo. Nelle due annate successive è pilota titolare nel campionato tedesco, mentre nel 2014 e 2015 gareggia ottenendo risultati di rilievo nell'Alpe Adria Superbike. Nel 2016 gareggia nel mondiale Endurance con BMW. Dal 2017 abbandona l'agonismo per dedicarsi alla propria scuola di guida chiamata Ride it Up.

### Campionato mondiale Superbike
| 2009 | Moto   |  |  |  |  |     |    |    |    |    |     |  |  |  |  |    |    |     |     |    |    |    |     |  |  |    |    |     |    | Punti | Pos. |
| ---- | ------ |  |  |  |  | --- | -- | -- | -- | -- | --- |  |  |  |  | -- | -- | --- | --- | -- | -- | -- | --- |  |  | -- | -- | --- | -- | ----- | ---- |
| 2009 | Suzuki |  |  |  |  | Rit | 25 | 21 | 17 | 24 | Rit |  |  |  |  | NC | 25 | Rit | Rit | 19 | 20 | 18 | Rit |  |  | 16 | 18 | Rit | NP | 0     |      |

| 2010 | Moto |    |    |     |     |     |    |  |  |  |  |  |  |  |  |  |  |  |  |  |  |  |  |  |  |  |  |  |  | Punti | Pos. |
| ---- | ---- | -- | -- | --- | --- | --- | -- |  |  |  |  |  |  |  |  |  |  |  |  |  |  |  |  |  |  |  |  |  |  | ----- | ---- |
| 2010 | BMW  | NP | NP | Inf | Inf | Rit | 18 |  |  |  |  |  |  |  |  |  |  |  |  |  |  |  |  |  |  |  |  |  |  | 0     |      |

| Legenda | 1º posto        | 2º posto            | 3º posto           | A punti      | Senza punti        | Grassetto – Pole position Corsivo – Giro più veloce |
| Legenda | Gara non valida | Non qual./Non part. | Ritirato/Non class | Squalificato | '-' Dato non disp. | Grassetto – Pole position Corsivo – Giro più veloce |